# Кобзистый, Виктор Владимирович
Ви́ктор Влади́мирович Кобзи́стый (укр. Віктор Володимирович Кобзистий; 7 марта 1979, Кременчуг, Полтавская область — 29 декабря 2023, Львов) — украинский баскетболист, выступавший на позиции лёгкого форварда, баскетбольный тренер и функционер. Мастер спорта Украины международного класса

## Биография
Родился в Кременчуге. В детстве занимался футболом и хоккеем, однако позднее выбрал баскетбол. Тренировался в кременчугской ДЮСШ-2. Закончив 9 классов поступил в Кременчугское педагогическое училище им. А. Макаренко. В 1995 стал игроком кременчугского «Нефтехима», с которым дебютировал в профессиональных соревнованиях. В 1996 году перешёл в российскую «Самару», где, однако, выступал только во второй команде клуба, в связи с тем, что отказом ответил на требование руководства клуба принять российское гражданство. В 1999 годе вернулся в Украину, подписав контракт с киевским ЦСКА, с которым в дебютном сезоне стал серебряным призёром чемпионата и обладателем Кубка страны. Следующий чемпионат «армейцы» завершили на третьем месте, после чего Кобзистый перешёл в мариупольский «Азовмаш». В 2001 году отправился в Болгарию, где провёл один сезон в составе местного «Ямболгаза». По возвращении в Украину стал игроком киевского «Будивельника», в котором задержался на последующие четыре года. В 2006 перешёл в днепропетровский «Днепр», однако уже в 2008 вернулся в «Будивельник», с которым в 2011 году впервые стал чемпионом Украины, после чего завершил карьеру игрока

### Сборная
В составе сборной Украины выступал на чемпионатах Европы по баскетболу в 2001 и 2005 годах. Также, играя за студенческую сборную принимал участие в Универсиадах в 2003 и 2005 годах, причём в 2005 украинская команда смогла завоевать серебряные награды турнира, за что Кобзистый был удостоен звания «Мастер спорта Украины международного класса»

### После карьеры
Завершив выступления, в 2011 году стал помощником главного тренера «Будивельника», отработав на посту до 2014 года. Затем возглавил днепродзержинский «ДнепрАзот», с которым проработал год. В 2015 году стал президентом «Кремня» из родного Кременчуга, при этом в 2017—2018 годах провёл несколько матчей за вторую команду клуба в высшей лиге. Находился на должности до 2020 года, параллельно возглавлял детскою-юношескую спортивную школу клуба. В 2021 году был приглашён на работу во Львовскую городскую федерацию баскетбола, в качестве функционера. В 2023 году работал главным тренером женского клуба «Динамо-НПУ» из Киева, выступавшего в украинской Суперлиге.

### Гибель
Погиб 29 декабря 2023 года, в результате российского ракетного удара по Львову. Российская ракета поразила жилой дом на улице Хоткевича, в котором находился Кобзистый. Похоронен на Свиштовском кладбище в Кременчуге.

## Семья
Был женат, имел двоих детей. Один из сыновей, Александр, также стал профессиональным баскетболистом.